# Фейетт (округ, Огайо)
Округ Фейетт (англ. Fayette County) располагается в штате Огайо, США. Официально образован 1 марта 1810 года. По состоянию на 2010 год, численность населения составляла 29 030 человека.

## География
По данным Бюро переписи США, общая площадь округа равняется 1 054,183 км2, из которых 1 052,473 км2 суша и 1,709 км2 или 0,160 % это водоёмы.

## Население
По данным переписи населения 2000 года в округе проживает 28 433 жителей в составе 11 054 домашних хозяйств и 7 837 семей. Плотность населения составляет 27,00 человек на км2. На территории округа насчитывается 11 904 жилых строений, при плотности застройки около 11-ти строений на км2. Расовый состав населения: белые — 95,60 %, афроамериканцы — 2,07 %, коренные американцы (индейцы) — 0,15 %, азиаты — 0,46 %, гавайцы — 0,01 %, представители других рас — 0,55 %, представители двух или более рас — 1,16 %. Испаноязычные составляли 1,24 % населения независимо от расы.
В составе 32,40 % из общего числа домашних хозяйств проживают дети в возрасте до 18 лет, 54,80 % домашних хозяйств представляют собой супружеские пары проживающие вместе, 11,50 % домашних хозяйств представляют собой одиноких женщин без супруга, 29,10 % домашних хозяйств не имеют отношения к семьям, 24,50 % домашних хозяйств состоят из одного человека, 11,20 % домашних хозяйств состоят из престарелых (65 лет и старше), проживающих в одиночестве. Средний размер домашнего хозяйства составляет 2,51 человека, и средний размер семьи 2,96 человека.
Возрастной состав округа: 25,40 % моложе 18 лет, 8,00 % от 18 до 24, 28,30 % от 25 до 44, 24,00 % от 45 до 64 и 24,00 % от 65 и старше. Средний возраст жителя округа 38 лет. На каждые 100 женщин приходится 97,30 мужчин. На каждые 100 женщин старше 18 лет приходится 93,30 мужчин.
Средний доход на домохозяйство в округе составлял 36 735 USD, на семью — 43 692 USD. Среднестатистический заработок мужчины был 31 870 USD против 22 662 USD для женщины. Доход на душу населения составлял 18 063 USD. Около 7,70 % семей и 10,10 % общего населения находились ниже черты бедности, в том числе — 12,30 % молодежи (тех, кому ещё не исполнилось 18 лет) и 11,30 % тех, кому было уже больше 65 лет.